# Колодяжна Наталія Олегівна
Наталія Олегівна Колодяжна (рос. Наталия Олеговна Колодяжная; нар. 7 березня 1982, Москва) — російська акторка театру та кіно. Лауреатка премій «Студентська Ніка» та ім. Тамари Макарової «За роботи у театрі та кіно за час навчання в інституті»

## Життєпис
Народилася 7 березня 1982 року в Москві. Закінчила Всеросійський державний інститут кінематографії, майстерня Олексія Баталова. Під час навчання грала в театрі «Диво». У 2003 році була відзначена премією «Студентська Ніка» за роль Люби в дипломному спектаклі «Останні» режисера Р. Спірічєва.
У 2001 році Наталія Колодяжна дебютувала в кіно у стрічці режисера Олександра Панкратова «Емігрантка, або Борода в окулярах та бородавочник», де зіграла епізодичну роль круп'є.
Після закінчення ВДІКу, в 2003 році, Наталія Колодяжна була прийнята в трупу Театру під керівництвом Армена Джигарханяна.

## Доробок

### У театрі
Театр «Диво»
- Каніфоль — «Річка на асфальті», режисер Олександра Сарапнюк;
- Біла королева — «Аліса в Задзеркаллі», режисер А.Дроздов)

Театр під керівництвом Армена Джигарханяна
- Паула — «Три циліндри», режисер Самир Усман Аль-Баш
- Венера — «Театр Пір Нерона і Сенеки»
- Зейнаб — «Тисяча і одна ніч Шахразади», режисер Армен Джигарханян
- Чапля — «Червона Шапочка», режисер Юрій Клєпіков
- Попівна — «Казки вченого кота»
- Ангустіас — «Дім Бернарди Альби», режисер Анатолій Дзіваєв
- Мама  — «Незвичайні пригоди Червоної Шапочки», режисер Ганна Башенкова
- Лісбет, Сьюзен — «Сюди ще б пару мужиків», режисер Ованес Петян
- Ольга — «Три сестри»», режисер Володимир Ячмєнєв, Юрій Клєпіков
- Франциска — «Арабська ніч», режисер Йоел Лехтонен
- Марина Цвєтаєва — «Третє ...», режисер Юлія Жжонова

Російський Традиційний театр ім. Михайла Чехова
- Софі, Пепіна — «Небезпечні ігри», режисер Володимир Поглазов
- Піпліца — «Потрібен брехун», режисер Сахат Дурсунов

### У кіно
| Рік       |   | Українська назва                                  | Оригінальна назва                             | Роль                          |
| --------- | - | ------------------------------------------------- | --------------------------------------------- | ----------------------------- |
| 2017      | с | Лісник. Своя земля                                | Лесник. Своя земля                            | Леся                          |
| 2014      | с | Мар'їна Роща 2                                    | Марьина Роща 2                                | Ніна Проходяєва, головна роль |
| 2013      | ф | Все з початку                                     | Всё сначала                                   | Світлана                      |
| 2011      | с | Петрович                                          | Петрович                                      | Вікторія Нікольська           |
| 2011      | ф | Товариші поліцейські                              | Товарищи полицейские                          | Рита Гоголєва                 |
| 2011      | с | Слід                                              | След                                          | Віра                          |
| 2010      | ф | Столиця гріху                                     | Столица греха                                 | епізодична роль               |
| 2010      | с | Кохання та інші дурниці                           | Любовь и прочие глупости                      | Надія                         |
| 2007      | с | Експерти                                          | Эксперты                                      | Ірина                         |
| 2005—2006 | с | Зона. Тюремний роман                              | Зона. Тюремный роман                          | подруга Аґдама                |
| 2004      | ф | Непокірна мішень                                  | Строптивая мишень                             | коханка Едічка                |
| 2003      | с | Батьківщина чекає                                 | Родина ждёт                                   | епізодична роль               |
| 2001      | ф | Емігрантка, або Борода в окулярах та бородавочник | Эмигрантка, или Борода в очках и бородавочник | круп'є, епізодична роль       |

## Нагороди
- 2003 — Лауреатка премії «Студентська Ніка».
- 2001 — Лауреатка премії ім. Тамари Макарової «За роботи у театрі та кіно за час навчання в інституті».